# Charles Mackenzie
Pour les articles homonymes, voir Mackenzie.
Charles Kenneth Mackenzie, né en 1788 et mort le 6 juillet 1862 à New York, est un diplomate, écrivain et journaliste écossais. 

## Biographie
Il est le fils aîné de Kenneth Francis Mackenzie, un homme d'affaires qui avait des intérêts de plantation aux Antilles et, au moment de la rébellion de Fedon (Fédon's rebellion (en)), était président du conseil de Grenade. D'après certaines sources, Charles Mackenzie aurait été classé comme « nègre » aux États-Unis. Il est le frère de l'officier Colin Mackenzie.
Il fait ses études à l'Université d'Édimbourg où il se lie d'amitié avec James Cowles Prichard. Il sert lors de la guerre d'indépendance espagnole et est élu membre de la Royal Society en 1815. Il devient ensuite l'éditeur d'un journal du soir conservateur nommé Albion. 
Par la suite, il est diplomate au Mexique, en Haïti et à Cuba,. De retour en Angleterre, il écrit pour The Metropolitan Magazine (en), sous la direction de Cyrus Redding (en). 
Au cours de la dernière partie de sa vie, il vit principalement aux États-Unis, où il meurt le 6 juillet 1862 dans un incendie à l'hôtel Rainbow sur Beekman Street à New York.
Mackenzie est aussi connu pour avoir récolté des espèces botaniques pour August Grisebach et William Jackson Hooker. 

## Publications
Mackenzie a publié en deux volumes Notes on Haiti en 1830, un ouvrage basé sur sa période 1826-1827 où il y a servi comme consul britannique qui comprend à la fois des statistiques économiques et des observations sociales. Des parties ont été rééditées peu après par John Brown Russwurm, pour faire connaître la Révolution haïtienne.
- Notes on Haïti, made during a residence in that Republic, vol. 1, Londres, Henry Colburn et Richard Bentley, 1830
- Notes on Haïti, made during a residence in that Republic, vol. 2, Londres, Henry Colburn et Richard Bentley, 1830.

Mackenzie a également écrit pour l' Edinburgh Review, la Quarterly Review et l'Encyclopædia Britannica. 